# Packardia albipunctata
Packardia albipunctata är en fjärilsart som beskrevs av Alpheus Spring Packard 1864. Packardia albipunctata ingår i släktet Packardia och familjen snigelspinnare. Inga underarter finns listade i Catalogue of Life.